# Флауэрс, Брэндон
Брэ́ндон Фла́уэрс (англ. Brandon Flowers; род. 21 июня 1981, Хендерсон, Невада) — вокалист, клавишник и автор большинства текстов группы The Killers.

## Биография
Брэндон Флауэрс родился в городке Хендерсон, штат Невада. Он вырос в многодетной семье, исповедующей мормонизм. Из 6 детей Брэндон был самым младшим. Отец Брэндона работал в местном супермаркете, а мать была домохозяйкой и занималась воспитанием детей.
В 8 лет вместе с семьёй переехал в городок Нэфи, штата Юты. В возрасте 16 лет вернулся в Неваду, в город Лас-Вегас, где жил у тети.
Большое влияние на становление музыкальных вкусов Брэндона Флауэрса оказал его старший брат Шэйн. Сначала он дал ему послушать группы The Smiths и U2. Позже познакомил с музыкой New Order и The Cure.
После отчисления из колледжа Флауэрс некоторое время проработал посыльным в Gold Coast Hotel and Casino. В 2001 году Флауэрс стал участником синти-поп-группы Blush Response, но достаточно быстро покинул её, отказавшись переезжать вместе с остальными участниками в Лос-Анджелес.
Вскоре Флауэрс оказался на концерте Oasis, и он решил, что не клавишные, а гитары должны быть основой для группы. Он начал поиски гитариста и ответил на объявление Дэйва Кюнинга. Их тандем впоследствии и стал основой для создания группы The Killers.

## Личная жизнь
Брэндон Флауэрс женат на своей давней подруге Тане Мандковски (Tana Mundkowski). Приватная свадебная церемония состоялась 2 августа 2005 года на Гавайских островах. У молодой пары уже есть три сына: Аммон (Ammon), который родился 14 июля 2007 года, Ганнер (Gunner), родившийся 28 июля 2009 года, и, как известно, третьего ребёнка назвали Генри, и родился он 8 марта 2011 года.
Мать Брэндона умерла 11 февраля 2010 года после двухлетней борьбы с злокачественной опухолью мозга. Ей было 64 года.

## Награды
В 2005 году журнал NME признал Брэндона лучшим в категориях «Best Dressed» и «Sexiest Man». В 2008 году Брэндон также был признан самым стильным мужчиной («Most Stylish Man») по версии журнала GQ.
В 2011 году также получил награду «Самый стильный» (по версии журнала NME).

## Сольная карьера
В сентябре 2010 года Брэндон Флауэрс выпустил свой дебютный альбом Flamingo. В Великобритании альбом поступил в продажу 6 сентября, в США — 14 сентября. 14 июня, в шоу Zane Lowe на британском Radio 1 состоялась официальная радио-премьера дебютного сингла Брэндона Флауэрса. Лидер The Killers лично находился в студии и дал небольшое интервью Zane Lowe, в котором рассказал о песне Crossfire, сольной карьере и будущем The Killers. Со слов Брэндона стало известно, что в записи ему помогал Ронни Вануччи-младший. Флауэрс поделился своими впечатлениями от записи дебютной сольной пластинки. Брэндон отметил, что в процессе работы над «Flamingo» ему не хватало товарищей по группе: «Это было странным, работать без привычного единства The Killers и в отсутствии поддержки коллектива. Конечно, мне было интересно заниматься сольным альбомом, но не хватало дружеских отношений. Время от времени чувствовал себя одиноким». Также Флауэрс в очередной раз попытался успокоить поклонников группы и опроверг слухи о распаде команды: «Я уже успел пообщаться с ними, и мы определили предварительные сроки нашего возвращения в студию».
Дебютный сольный сингл Crossfire появился в продаже на iTunes именно 21 июня, в день рождения лидера The Killers.
Премьера клипа Only The Young состоялась 5 октября, который разработала Софи Мюллер, работавшая над американским клипом на песню «Mr. Brightside».
Второй сольный альбом Флауэрса вышел 18 мая 2015 года и получил названиеThe Desired Effect. Также как и Flamingo, альбом занял первое место в британском чарте UK Albums Chart.

## Дискография

### Студийные альбомы
| Год  | Название | Максимальная позиция в чарте | Максимальная позиция в чарте | Максимальная позиция в чарте | Максимальная позиция в чарте | Максимальная позиция в чарте | Максимальная позиция в чарте | Максимальная позиция в чарте | Максимальная позиция в чарте | Максимальная позиция в чарте | Сертификации                 |
| Год  | Название | US                           | AUS                          | CAN                          | GER                          | IRL                          | NED                          | NZ                           | UK                           | GR                           | Сертификации                 |
| ---- | --- | ---------------------------- | ---------------------------- | ---------------------------- | ---------------------------- | ---------------------------- | ---------------------------- | ---------------------------- | ---------------------------- | ---------------------------- | ---------------------------- |
| 2010 | Flamingo - Выпущен: 3 сентября 2010 - Лейблы: Mercury, Island, Universal - Форматы: LP, CD, download                | 8                            | 5                            | 9                            | 8                            | 3                            | 4                            | 6                            | 1                            | 3                            | - UK: Золотой - IRL: Золотой |
| 2015 | The Desired Effect - Выпущен: 18 мая 2015 - Лейблы: Mercury, Island, Vertigo, Universal - Форматы: LP, CD, download | 17                           | 14                           | 7                            | 37                           | 2                            | 16                           | 21                           | 1                            | —                            | - UK: Серебряный             |

### Синглы
| 2010                                    | «Crossfire»                     | 46 | 70 | 4 | 22 | 22 | 35 | 8   | 6 | 11 | 23 | Flamingo           |
| 2010                                    | «Only the Young»                | —  | —  | — | 68 | —  | —  | 143 | — | —  | —  | Flamingo           |
| 2011                                    | «Jilted Lovers & Broken Hearts» | —  | —  | — | —  | —  | —  | —   | — | —  | —  | Flamingo           |
| 2015                                    | «Can't Deny My Love»            | —  | —  | — | —  | —  | —  | —   | — | —  | —  | The Desired Effect |
| 2015                                    | «Still Want You»                |    |    |   |    |    |    |     |   |    |    | The Desired Effect |
| 2015                                    | «Lonely Town»                   |    |    |   |    |    |    |     |   |    |    | The Desired Effect |
| «—» означает, что релиз не попал в чарт |                                 |    |    |   |    |    |    |     |   |    |    |                    |